# Gymnochthebius pluvipennis
Gymnochthebius pluvipennis är en skalbaggsart som beskrevs av Perkins 2005. Gymnochthebius pluvipennis ingår i släktet Gymnochthebius och familjen vattenbrynsbaggar. Inga underarter finns listade i Catalogue of Life.